# Das Geheimnis des gelben Zimmers (Roman)
Das Geheimnis des gelben Zimmers (Originaltitel: Le Mystère de la Chambre Jaune) ist ein 1907 von Gaston Leroux veröffentlichter Kriminalroman. Es ist einer der ersten und bekanntesten Romane, die einen Mord in einem verschlossenen Raum behandeln.

## Inhalt
Der Wissenschaftler Professor Stangerson arbeitet mit seiner Tochter Mathilde Stangerson in seinem Schloss nahe Épinay-sur-Orge an einer neuen Entdeckung. Als Fräulein Stangerson eines Abends zu Bett geht, ertönen aus ihrem Zimmer Schreie und Schussgeräusche. Nachdem Stangerson gemeinsam mit seinen Bediensteten die massive Tür aufbricht, findet er seine Tochter, durch eine Wunde an der Schläfe, lebensgefährlich verletzt vor, neben ihr ein blutiges Brecheisen. Von dem Angreifer ist keine Spur zu entdecken. An der Wand findet sich lediglich der blutige Abdruck einer großen Männerhand.
Der junge Reporter Joseph Josephin, genannt Joseph Rouletabille, begibt sich gemeinsam mit dem Ich-Erzähler des Romans, seinem Assistenten Sainclair, in das Schloss, um den Todesfall zu untersuchen. Ebenfalls anwesend ist der Sicherheitspolizist Frédéric Larsan, genannt „Der große Fred“, der mit der Aufklärung des Verbrechens beauftragt worden ist. Zwischen den beiden Ermittlern entsteht ein inoffizieller Wettstreit um die richtige Lösung des Falles. Eine genauere Untersuchung des gelben Schlafzimmers von Fräulein Stangerson bringt keine neuen Erkenntnisse. Das vergitterte Fenster ist intakt und keine Geheimtüren werden gefunden, sodass sich die Polizei mit einem scheinbar unmöglichen Verbrechen konfrontiert sieht. Larsan verdächtigt schnell Robert Darzac, den Verlobten von Fräulein Stangerson, welcher zwar geheimes Wissen über die Tat und den Angreifer hat, dieses jedoch mit niemandem teilt.
Während Rouletabilles Aufenthalt im Schloss geschehen zwei weitere Mordversuche auf Fräulein Stangerson. Beim ersten Versuch kann Rouletabille das Gesicht des stark verkleideten Mörders sehen, woraufhin dieser die Flucht antritt, und sich in der Galerie des Schlosses trotz umfangreicher Maßnahmen zu seiner Ergreifung scheinbar in Luft auflöst. Beim zweiten Mordanschlag werden Rouletabille und Larsan mit Betäubungsmittel zunächst außer Gefecht gesetzt, Mathilde Stangerson wird lebensgefährlich, aber nicht tödlich verletzt, der Mörder flieht über den Hof des Schlosses. Die Anwesenden eröffnen das Feuer auf ihn und finden die Leiche des Jagdaufsehers. Wie jedoch festgestellt wird, starb dieser durch einen Stich ins Herz, als er dem flüchtenden Täter über den Weg lief. Larsan verhaftet den dringend tatverdächtigen Robert Darzac, Rouletabille glaubt jedoch an dessen Unschuld und kündigt eine Reise nach Amerika an, um Beweise für die wahre Identität des Täters zu sammeln.
Zweieinhalb Monate später erscheint Rouletabille bei der Gerichtsverhandlung Darzacs und enthüllt den wahren Täter: jeder der Anwesenden auf dem Schloss wurde gemeinsam mit dem flüchtenden Täter gesehen, mit Ausnahme Frédéric Larsans. Bei diesem handelt es sich in Wahrheit um den Kriminellen Ballmeyer, der jedoch von Rouletabille selbst vor dessen Enthüllung gewarnt wurde und so die Möglichkeit zur Flucht erhielt. Es wird aufgedeckt, dass Mathilde Stangerson vor vielen Jahren mit Ballmeyer, damals noch unter anderem Namen, ein Verhältnis hatte und mit ihm bei einem Urlaub durchbrannte, dieser wurde jedoch von der Polizei aus anderen Gründen verhaftet. Sie verschwieg dies vor ihrem Vater und auch ihr Verlobter Darzac, der von ihrer Vergangenheit wusste, verweigerte seine Aussage aus Liebe zu ihr, um ihr Geheimnis nicht zu enthüllen. Ballmeyer wollte Stangerson für sich selbst haben und lenkte daher den Verdacht auf den von ihm verhassten Darzac. In der Nacht des Verbrechens schlich er sich in ihr Zimmer und versuchte, sie aus Wut zu töten, wurde jedoch von ihr mit einem Revolver verwundet und floh. Er hinterließ lediglich den blutigen Handabdruck und sein eigenes Blut auf dem Brecheisen. Fräulein Stangerson verheimlichte diesen Zwischenfall vor ihrem Vater, aus Angst vor der Enthüllung ihrer Vergangenheit mit Ballmeyer. Später in der Nacht erwachte sie aus einem Fiebertraum von dem Anschlag und schoss mit ihrem Revolver auf den vermeintlichen Angreifer. Dabei fielen jedoch die Möbel in ihrem Zimmer um, sie selbst fiel auf ihren Nachttisch aus Marmor und fügte sich somit selbst ihre Verletzung zu. Bei dem vermeintlichen Verbrechen handelte es sich also in Wahrheit um eine Reihe von Zufällen und Kettenreaktionen. In Anbetracht dieser Schlussfolgerungen wird Darzac freigesprochen.

## Rezeption
2014 wurde der Roman vom Guardian in der Liste The top 10 locked-room mysteries auf Platz 5 gesetzt.
In dem Roman Der verschlossene Raum von John Dickson Carr präsentiert der Ermittler Dr. Gideon Fell verschiedene Methoden zur Erschaffung der Illusion eines verschlossenen Raumes und beschreibt:
1. Es ist kein Mord, sondern eine Kette von Zufällen, die in einen Unfall münden, der wie ein Mord aussieht. […] Die rundum befriedigendste Lösung dieser Art von Geschichte, in der überdies ein Mörder vorkommt, wird in Gaston Leroux' Das Geheimnis des gelben Zimmers präsentiert – dem besten Kriminalroman, der jemals geschrieben wurde.

## Ausgaben
- Le Mystère de la Chambre Jaune. Paris 1908

Deutsche Übersetzung:
- Das Geheimnis des gelben Zimmers. Zürich: Diogenes 1982.